# CR新お天気スタジオ
『CR新お天気スタジオ』（シーアールしんおてんきスタジオ）は、2009年8月に平和から販売されたデジパチタイプのパチンコ機である。

## 概要
2000年に同社から販売された「CRお天気スタジオ」の後継パチンコ機であるが、本機では演出部分をテクモが担当した、いわゆる萌えパチになっている。ライトミドルタイプのL8AWと遊パチタイプのL3AUの2機種がリリースされた。
同社の「CRA戦国乙女9AW」で好評だったSTを継承した演出「パネルタイム」や、疑似連続予告を排し保留先読み予告に特化した連続予告を搭載している。また、従来の「CRお天気スタジオ」にあった演出・リーチもいくつか継承している。
キャラクターデザイン及び原画は、テクモ所属のイラストレーターさいとうあつしによるものである。

## スペック

### CR新お天気スタジオL8AW
- 大当たり確率 - 1/184.6 → 1/18.5
- 賞球数 - 3&10&12
- ラウンド・カウント数 - 15 or 6ラウンド・9カウント
- 確変突入率[1] - 100%（ST10回）
- 時短 - 確率変動終了後0回 or 40回 or 90回 (*1)
- 大当たり時の出玉 - 約1330個 or 約530個
- 大当たり振り分け - 15ラウンド:69.4% 6ラウンド:13.5% 6ラウンド(ヘソ入賞時のみ出玉なし):17.1%

(*1)最初に出玉ありの大当たりを引いたときは40回（確変10回＋時短30回）、確変・時短中に大当たりを引いたときは100回（確変10回＋時短90回）となる。

### CRA新お天気スタジオL3AU
- 大当たり確率 - 1/135.7 → 1/18.6
- 賞球数 - 3&10
- ラウンド・カウント数 - 15 or 6ラウンド・9カウント
- 確変突入率 - 100%（ST10回）
- 時短 - 確率変動終了後0回 or 20回 or 90回 (*2)
- 大当たり時の出玉 - 約1060個 or 約420個
- 大当たり振り分け - 15ラウンド:56.8% 6ラウンド:23.4% 6ラウンド（ヘソ入賞時のみ出玉なし）:19.8%

(*2)最初に出玉ありの大当たりを引いたときは20回（確変10回＋時短10回）、確変・時短中に大当たりを引いたときは100回（確変10回＋時短90回）となる。

## 大当り図柄
- 15ラウンド図柄（通常時） - 1・3・5・7・9
  - （パネルタイム時） - 太陽・月
- 6ラウンド図柄（通常時） - 2・4・6・8
  - （パネルタイム時） - 雲・雨

## モード解説
通常ステージ
通常ステージは朝（屋内）、昼（屋外）、夕（屋内）、夜（屋外）の4つ。
カエルの時間
通常時から副図の雨図柄消灯により突入するモード。出玉なし6ラウンド確変か小当り当選となる。
パネルタイム
出玉有り大当り後に突入する10回転のST。モード中は図柄が通常時、副図柄だった太陽、雲、月、雨の4種類となる。
中継車タイム
パネルタイム終了後に突入する時短。初当り後は40回、電チューサポート中は90回までとなる（L8AWの場合）。

## 登場人物
主要キャラクターの名前は全員、人工衛星からきている。

### 大空三姉妹
大空ひまわり
声：Rully
大空三姉妹の次女。22歳。萌え系キャラ。お天気スタジオの看板キャスター。
大空キク
大空三姉妹の長女。26歳。セクシー系キャラ。ひまわりの先輩お天気キャスターで報道もバラエティーもこなす。
大空もも
大空三姉妹の三女。14歳。妹系キャラ。将来の夢はひまわりやキクのような、お天気キャスター。

### その他
流星きらり
現役女子大生で、ぎんがの娘。
流星ぎんが
世界初のお天気専門テレビ局を開設させた敏腕局長。
大地
お天気スタジオのAD。「大地」が苗字なのか名前なのかは定かではない。

## 大当たりラウンド楽曲
アーティスト/15JAM
レギュラーボーナス
- お天気娘（オリジナル）

ビッグボーナス
- 雨のち笑顔（オリジナル）(連チャン中ビッグ回数が3の倍数ごとに流れる)
- 雨にキッスの花束を（原曲は今井美樹が歌ったテレビアニメ「YAWARA!」2代目オープニングテーマ）